# Hägerstens industriområde

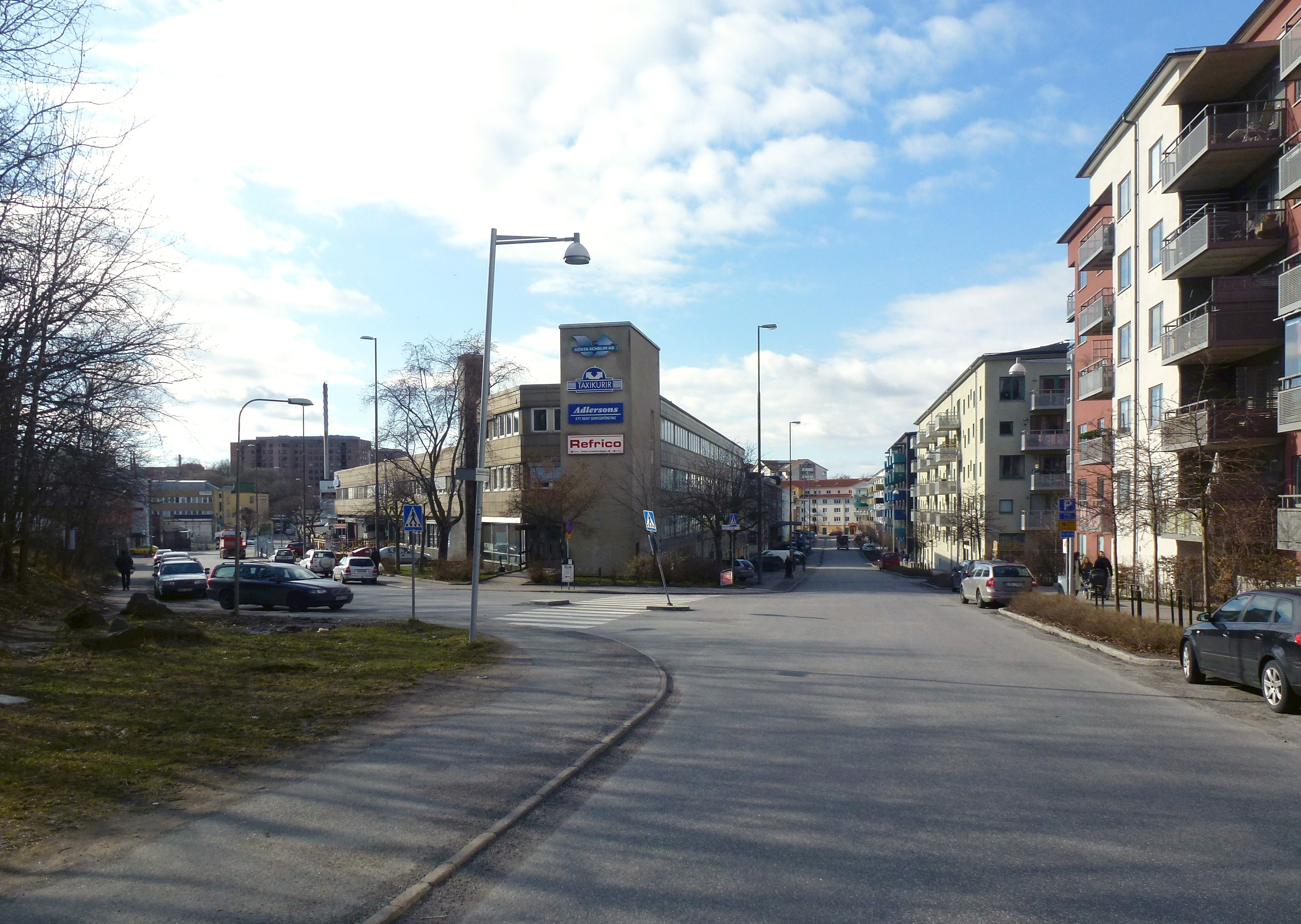
Infart till Hägerstens industriområde, Instrumentvägen och Jacobsdalsvägen (rakt fram). Till höger ny bostadsbebyggelse i kvarteret Plomben, mars 2015.

Hägerstens industriområde (även kallad Örnsbergs arbetsområde) är ett mindre industriområde i stadsdelen Hägersten i sydvästra Stockholm. År 2007 fanns här ett hundratal företag med mellan 1 200 och 1 600 anställda.

## Historik

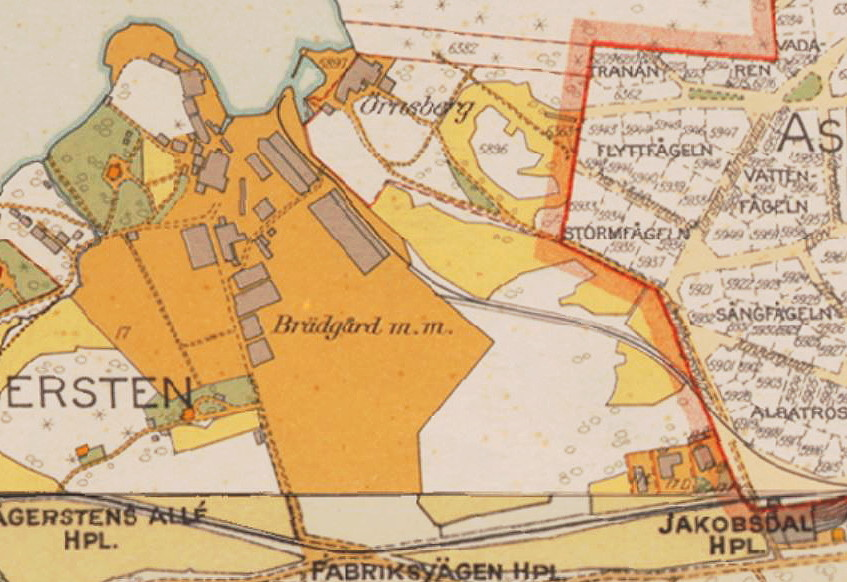
Hägerstens industriområde ligger idag öster om brädgården, karta från 1920-talet.

På 1920-talet var området fortfarande obebyggd mark öster om Olsson & Rosenlunds brädgård. I sydost låg spårvagnens hållplats Jakobsdal (idag Örnsbergs tunnelbanestation).
Hägerstens industriområde etablerades redan 1938 och blev en naturlig fortsättning av intilliggande Hägerstenshamnen och där befintliga verksamheter drivna av Olsson & Rosenlunds AB (sågverk, tegelbruk och brädgård). År 1943 fastställdes en första stadsplan. Efter andra världskriget var industriområdet till stora delar fortfarande obebyggt. Men efter kriget började flera företag att etablera sig här. Området omfattade 1978 totalt 51 000 m² kvartersmark som är uppdelad i tre kvarter: Provröret, Instrumentet och Plomben.  Genom området leder Instrumentvägen och Jakobsdalsvägen och till området kommer man med fordon via Hägerstensvägen. 
Hamnen och brädgården avvecklades i slutet av 1980-talet och ett bostadsområde uppfördes där istället. Översiktsplan 1999 som förordar tät bostadsbebyggelse i området och närheten till Örnsbergs tunnelbanestation, ledde till att även industriområdets lågutnyttjade norra del i kvarteret Plomben bebyggdes  av JM i början av 2000-talet med cirka 340 bostäder. Här låg tidigare några industri- och kontorshus och en stor parkeringsplats. I samband med bostadsbebyggelsen i Plomben 1, 2 och 6 minskade industriområdets markyta med 18 000 m².

## Verksamheter
I Hägerstens industriområde, eller Örnsbergs arbetsområde som Stockholms stad kallar det, bedrivs idag (2014) verksamheter av vitt skilda slag, där de flesta företag sysslar med parti- och detaljhandel. Andra branscher är bland annat fastighets-, uthyrnings- och företagstjänster. På Instrumentvägen 2 hade TaxiKurir sitt Stockholmskontor tidigare, idag har Alpha Spel tagit över lokalerna. På Instrumentvägen 14 återfinns Friluftsfrämjandet. Utbildningsföretaget  Lernia har några av sina lokaler vid Instrumentvägen 31. I området finns även flera mindre tillverkningsindustrier, bland annat har Focus Neon sin anläggning här. Totalt finns ett hundratal företag med mellan 1 200 och 1 600 medarbetare.

## Bebyggelsen

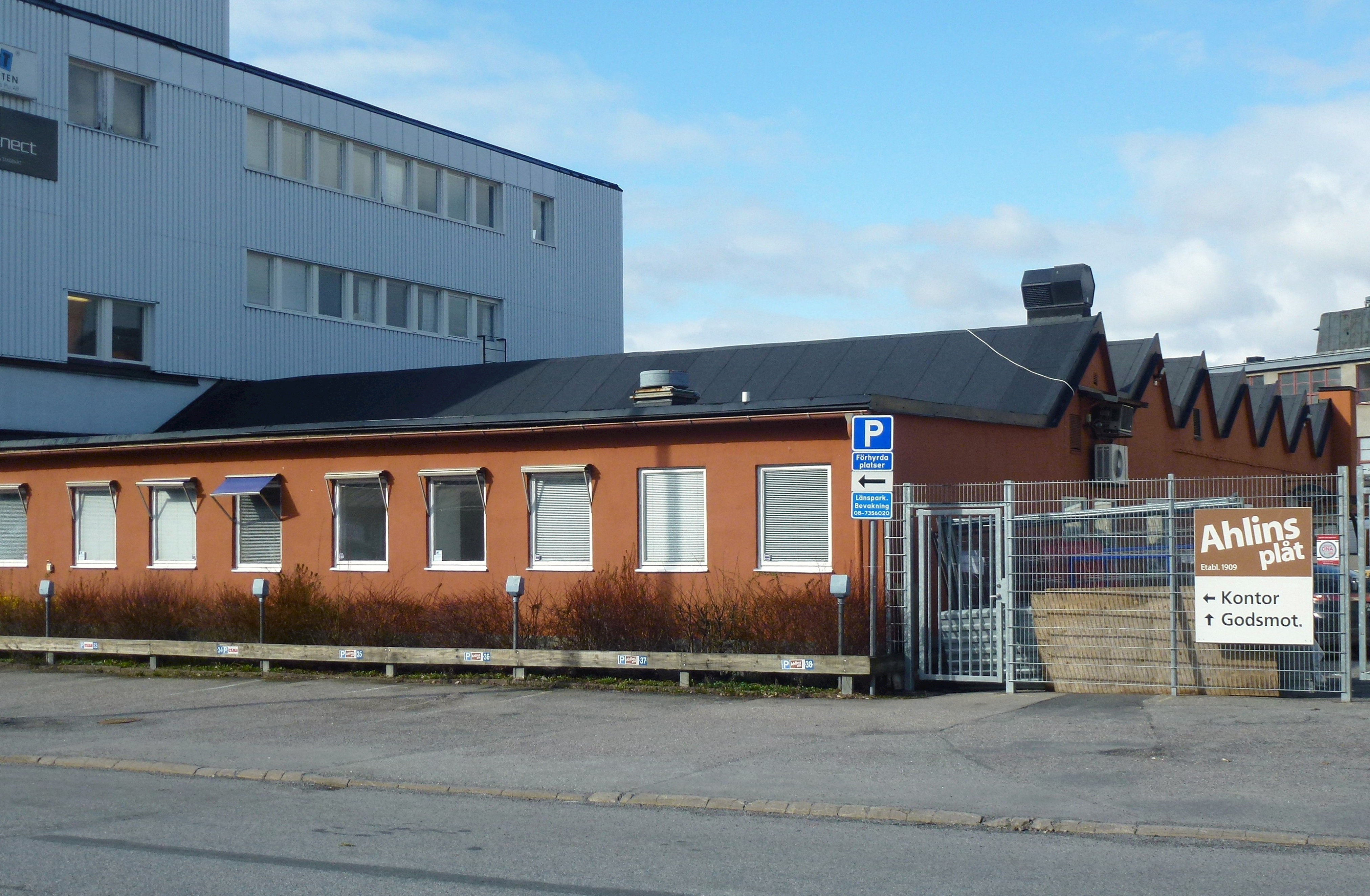
Exempel på tidig bebyggelse: Instrumentet 18, lågdelen ursprungligen ritad av Nils Tesch och LM Giertz (1942-1943).

Bebyggelsen är mycket varierande och omfattar både låga barackliknande hus samt stora, påkostade komplex i flera våningar. Industriarkitekten Karl G.H. Karlsson ritade fem anläggningar som uppfördes mellan 1942 och 1969. Här återfinns hela hans arkitektoniska spännvidd från enkelt, putsat industrihus (Instrumentet 1) över omsorgsfull gestaltade fasader i olika färgnyanser (Instrumentet 17) och en stor tegelbyggnad (Plomben 5) till ett av områdets största komplex i gult tegel och blågrönt fasadglas (Provröret 13). Det senare beställdes 1967 respektive 1969 av Ragnar Sellberg som administrations- och förvaltningsbyggnad. Plomben 5, en trevåningsbyggnad i rött tegel, är numera riven och var ett av Karlssons bäst bevarade arbeten i området.
Ett tidigt byggt hus finns i Instrumentet 18, där en låg industribyggnad med tidstypiskt sågtak uppfördes 1943 efter ritningar av Nils Tesch och Lars Magnus Giertz och med Allan Skarne som byggmästare. 
Flertal byggnader tillkom efter 1960, bland dem ”entrébyggnaden” (Instrumentet 5) som står som en tårtbit vid industriområdets infart mellan Instrumentvägen och Jakobsdalsvägen. Huset accentueras av ett torn och uppfördes mellan 1964 och 1970, beställare var däckfirman Michelin gummiringar AB och arkitekt var Rasmussens Arkitektkontor. I början av 1980-talet kläddes fasaderna med bruneloxerade aluminiumkassetter. Ett av de senast byggda husen (Instrumentet 13) är uppfört helt i betongelement och ritades 1982 av FJ-Konsults chefsarkitekt Yngve Fredriksén med Treab Plus AB som beställare. Företaget sålde och distribuerade bland annat tobaksvaror och tobakstillbehör och uppgick 1996 i Swedish Match. På platsen fanns tidigare en låg fabriksbyggnad uppförd 1944 och ritad av arkitekt P.L. Liedgren, som även stod för byggnaderna i Instrumentet 17 (tillbyggnad) och Provröret 2.

## Byggnader i urval

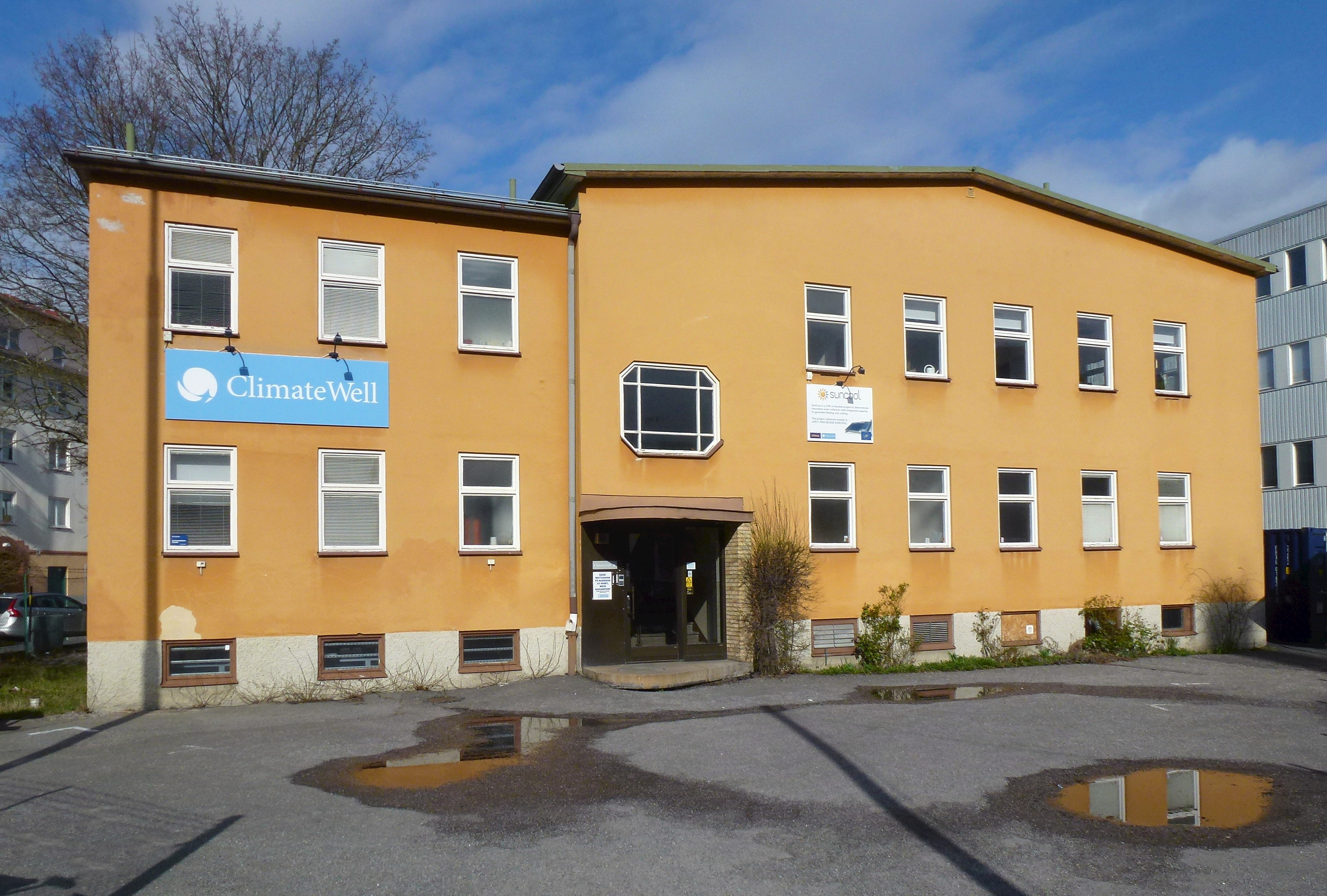
Instrumentet 1, arkitekt Karl G.H. Karlsson
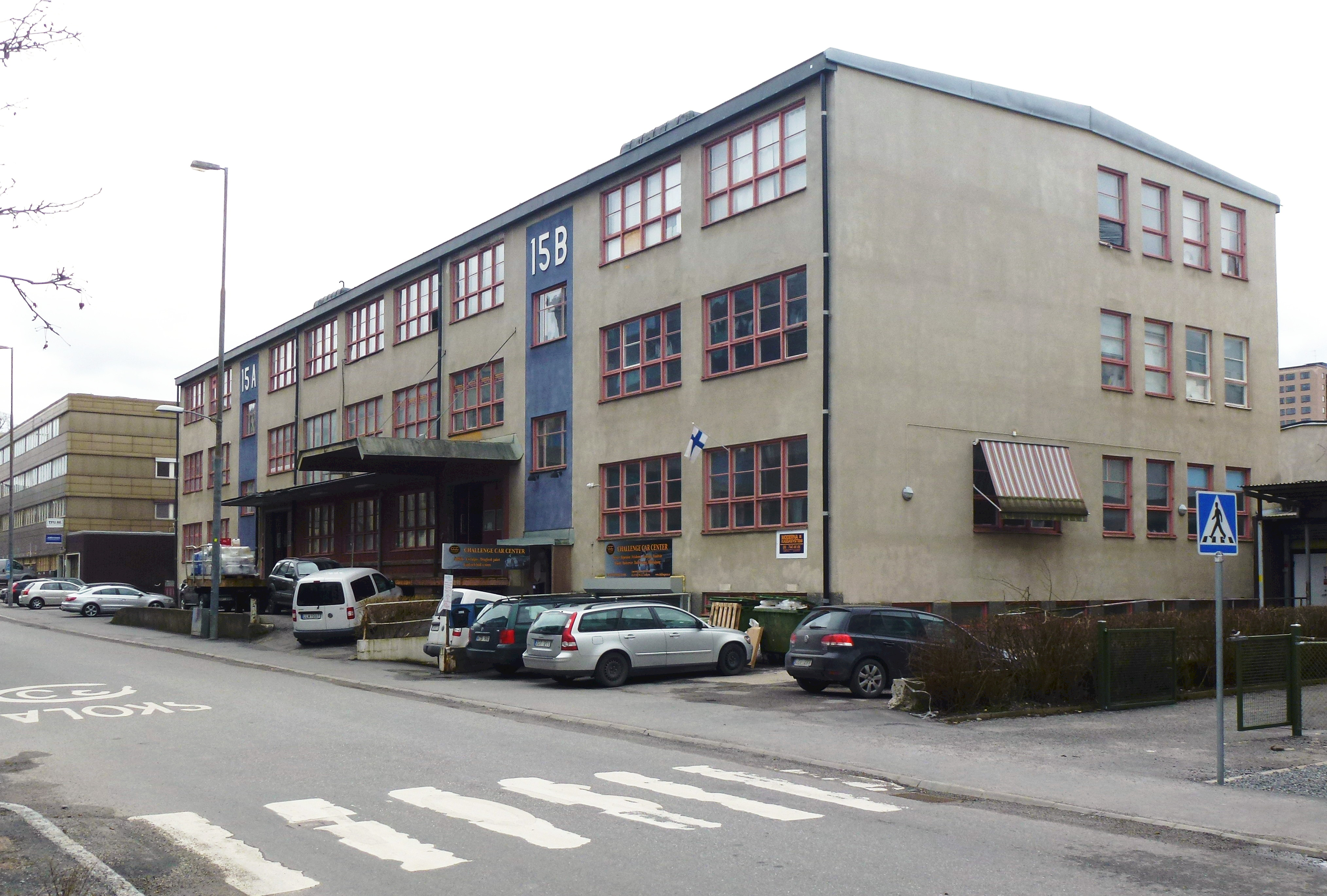
Instrumentet 17, arkitekt Karl G.H. Karlsson
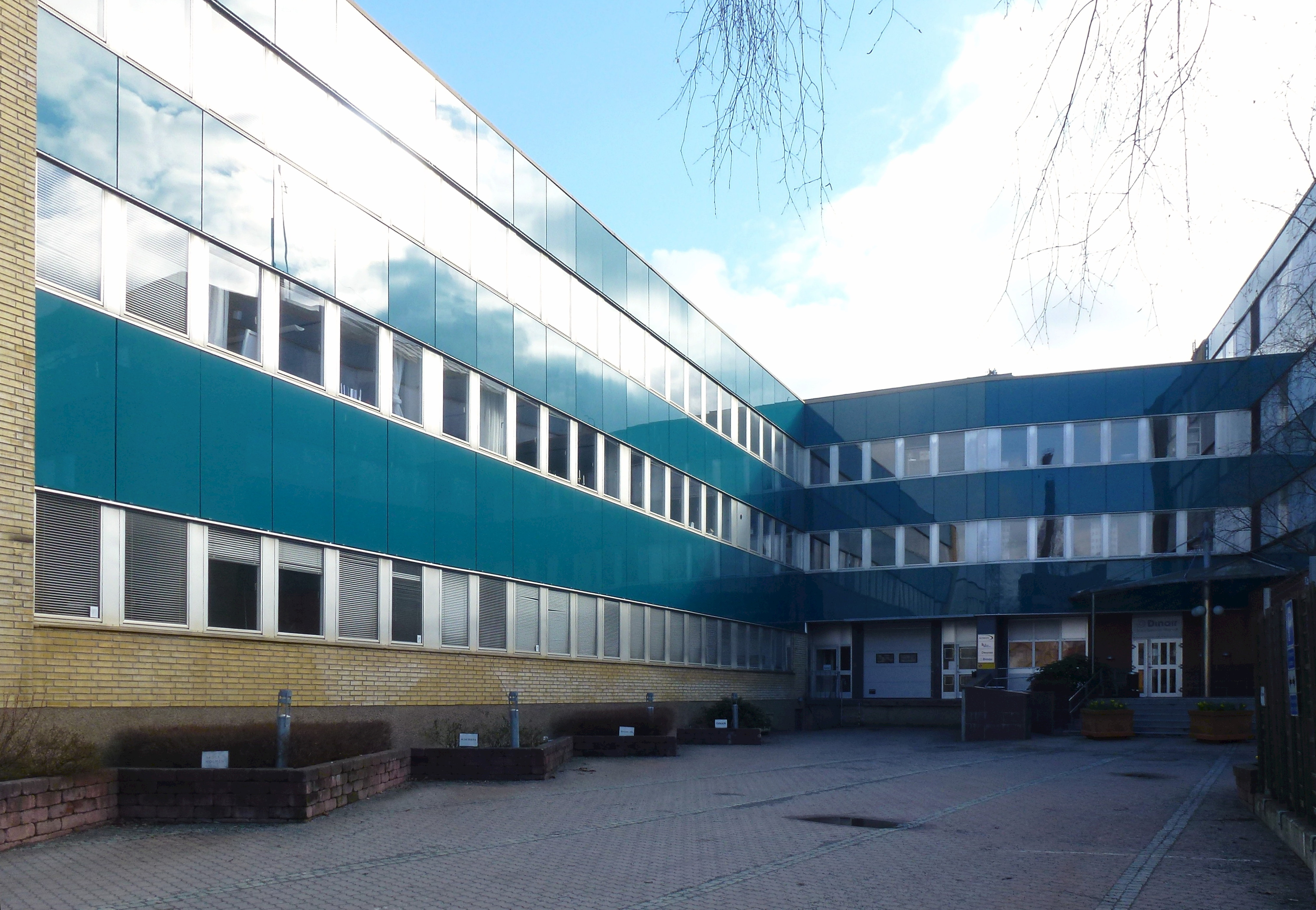
Provröret 13, arkitekt Karl G.H. Karlsson
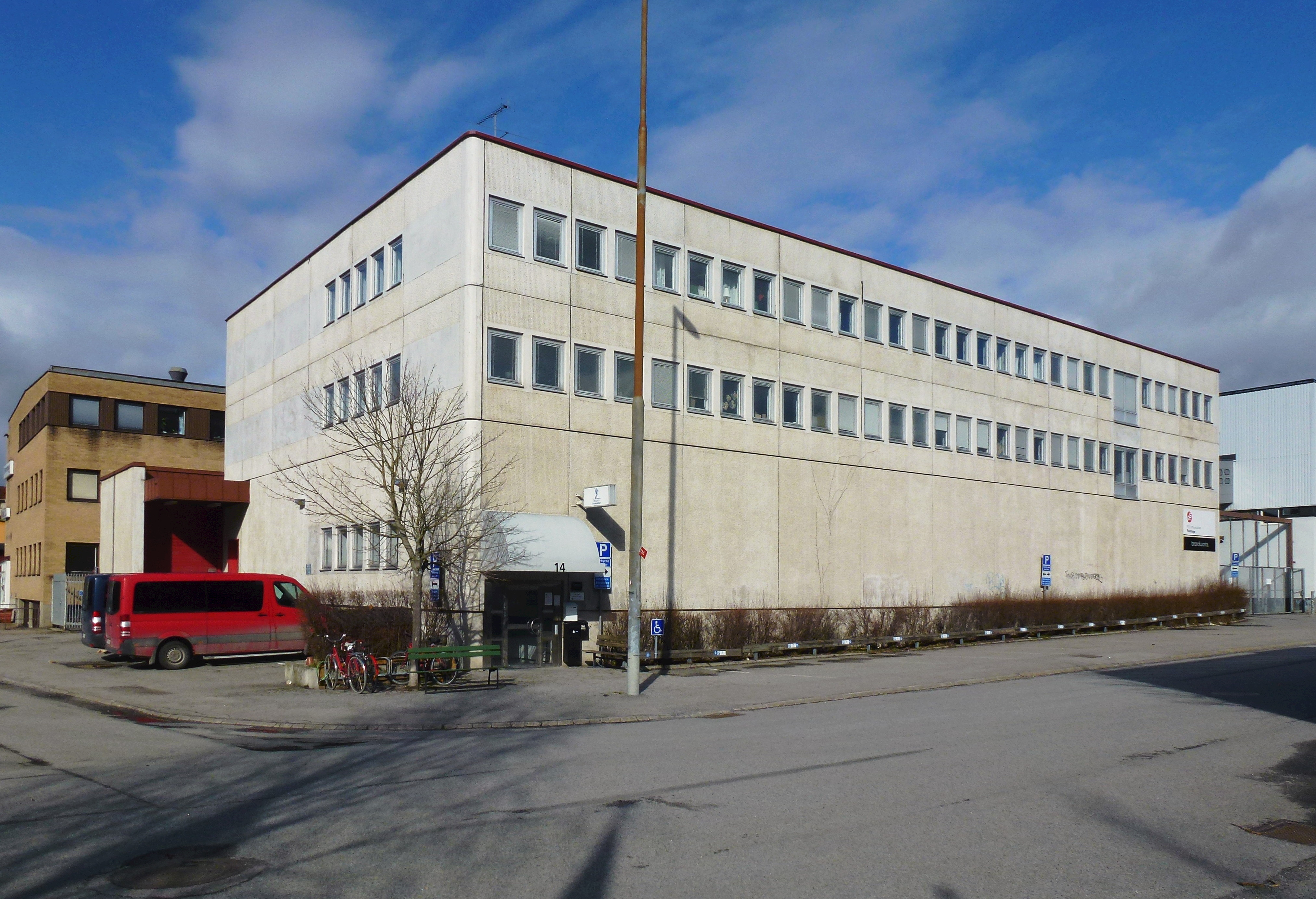
Instrumentet 13, arkitekt Yngve Fredriksén